# Les Démons du maïs 4
Série Les Démons du maïs
Les Démons du maïs 3
(1994) Les Démons du maïs 5
(1998)
Pour plus de détails, voir Fiche technique et Distribution.
Les Démons du maïs 4 : La Moisson (Children of the Corn 4: The Gathering) est un film d'horreur de Greg Spence sorti en 1996. C'est le premier film de la saga à être sorti directement en vidéo.

## Synopsis
Grace Rhodes est une étudiante en médecine qui revient dans son village natal du Nebraska pour prendre soin de sa mère, June, et de ses deux jeunes frère et sœur, James et Margaret. Grace reprend son ancien travail chez le Dr Larson. Une nuit, tous les enfants deviennent fiévreux et sont pris de convulsions. Le lendemain, ils vont mieux mais refusent de répondre à leurs noms et commencent à tuer les adultes du village.

## Fiche technique
- Titre original : Children of the Corn 4: The Gathering
- Titre français : Les Démons du maïs 4 : La Moisson
- Réalisation : Greg Spence
- Scénario : Stephen Berger et Greg Spence
- Photographie : Michael Off, Dean Lent, Charles Hatcher et Richard Clabaugh
- Montage : Christopher Cibelli
- Musique : David C. Williams
- Société de production : Dimension Films
- Pays d'origine : États-Unis
- Langue : anglais
- Format : Couleur - 1,85:1
- Genre : horreur
- Durée : 85 minutes
- Date de sortie : 8 octobre 1996
- Film interdit aux moins de 12 ans[réf. nécessaire]

## Distribution
- Naomi Watts : Grace Rhodes
- Jamie Renée Smith : Margaret Rhodes
- Karen Black : June Rhodes
- Mark Salling : James Rhodes
- Brent Jennings : Donald Atkins
- Toni Marsh : Sandra Atkins
- Lewis Flanagan III : Marcus Atkins
- Brandon Kleyla : Josiah
- William Windom : Dr Larson